# Fernmeldeturm Neverstaven
Der Fernmeldeturm Neverstaven ist ein 134 Meter hoher Fernmeldeturm südlich von Neverstaven, einem Ortsteil von Travenbrück in Schleswig-Holstein. Sein Standort befindet sich auf dem Gebiet der Gemeinde Grabau (Stormarn) am 77,5 m hohen Klingberg.
Er ist baugleich mit dem 4 Meter höheren Fernmeldeturm in Lamstedt (Typenturm FMT2/81) und dient wie dieser trotz seiner Höhe nicht zur Verbreitung von Fernseh- und Hörfunkprogrammen. Vor Entfernung des GFK-Zylinders betrug die Höhe des Turms 167 Meter.